# Maria Anunciata de Bourbon-Duas Sicílias
Maria Anunciata de Bourbon-Duas Sicílias (em italiano: Maria Annunziata Isabella Filomena Sebasia di Borbone-Due Sicilie; Caserta, 24 de março de 1843 - Viena, 4 de maio de 1871), foi Princesa das Duas Sicílias e Arquiduquesa da Áustria pelo casamento. Foi mãe do arquiduque Francisco Ferdinando cujo assassinato levou ao inicio da Primeira Guerra Mundial.

## Biografía

### Família
Quarta filha do rei Fernando II das Duas Sicílias e de sua segunda esposa, a arquiduquesa Maria Teresa Isabel da Áustria, Maria Anunciata era chamada carinhosamente de Ciolla por seu pai. Seus avós paternos foram o rei Francisco I das Duas Sicílias e Maria Isabel de Bourbon, infanta de Espanha; enquanto seus avós maternos foram o arquiduque Carlos de Áustria-Teschen (herói austríaco, vencedor da Batalha de Aspern-Essling) e a princesa Henriqueta de Nassau-Weilburg. À semelhança de suas irmãs, Maria Anunciata herdou o temperamento tímido e reservado da mãe, sempre reclusa e avessa às festas e cerimônias da corte (contrastando com seu marido e filhos varões, de temperamento alegre e festivo).

### Exílio
Com o avanço da Expedição dos Mil de Giuseppe Garibaldi sobre a Sicília e a Calábria, a família real das Duas Sicílias se refugia em Gaeta, onde as tropas fiéis a Francisco II combatem ferozmente por três meses. Em 13 de fevereiro de 1861 o exército finalmente capitula, obrigando o rei e sua família a exilar-se em Roma. Sob a proteção do Papa Pio IX, a realeza destronada ocupa inicialmente o Palácio do Quirinal e, em seguida, o Palácio Farnese.

### Casamento e filhos

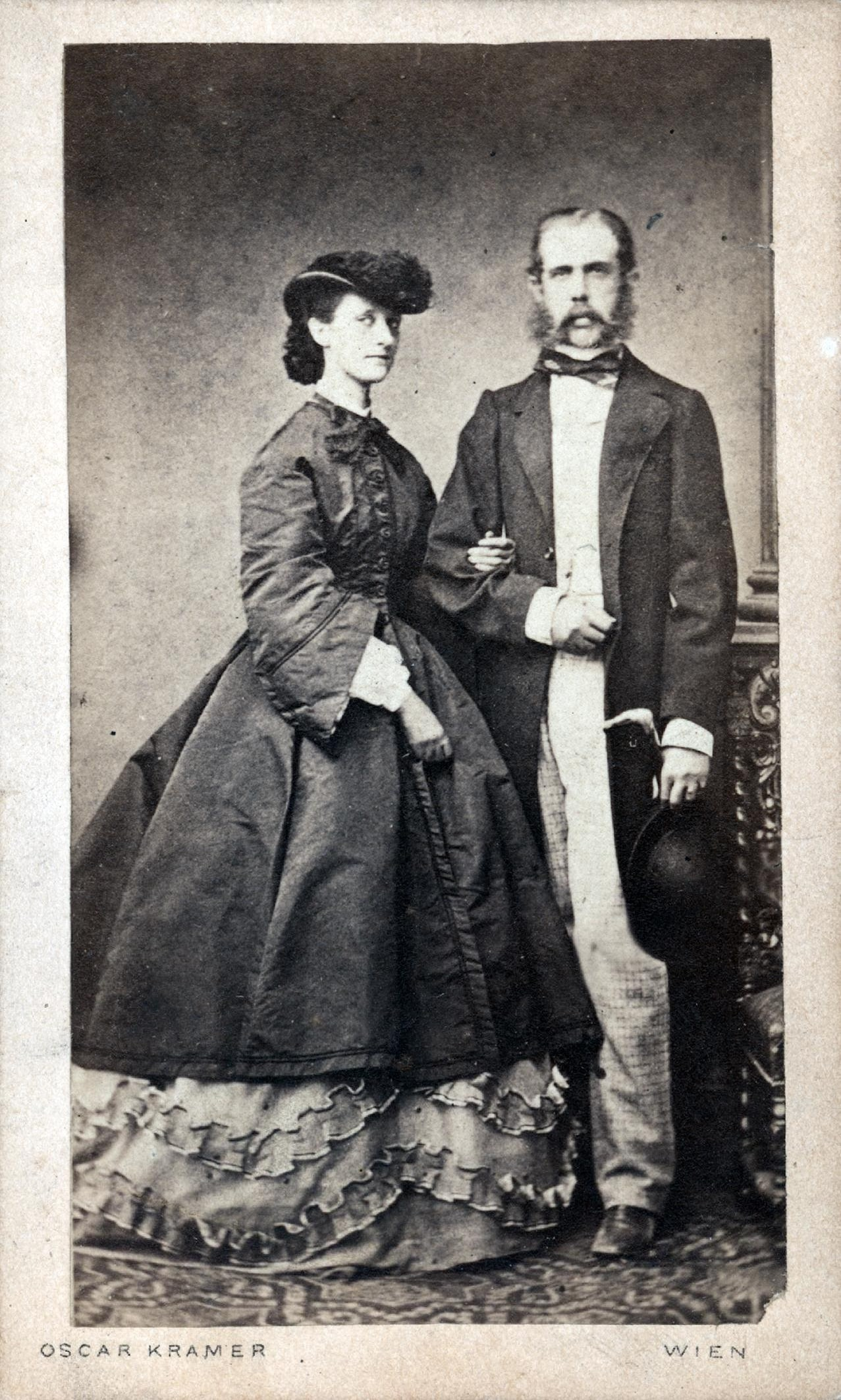
Maria Anunciata das Duas Sicílias e arquiduque Carlos Luís da Áustria

Maria Anunciata permaneceu pouco mais de um ano com sua família em Roma, pois as negociações para seu casamento com o arquiduque Carlos Luís da Áustria, filho do arquiduque Francisco Carlos e da princesa Sofia da Baviera, já estavam bastante adiantadas. A cerimônia ocorreu em Veneza, em 21 de outubro de 1862. O casal teve quatro filhos:
- Francisco Fernando (1863-1914), nomeado herdeiro do trono do Império Austro-Húngaro após a morte de seu primo, o arquiduque Rodolfo, único filho do imperador Francisco José I. Seu assassinato (juntamente com o de sua esposa, a duquesa Sofia de Hohenberg) em Sarajevo, em 28 de junho de 1914, provocou a declaração de guerra da Áustria à Sérvia, desencadeando o início da Primeira Guerra Mundial.

- Oto Francisco (1865-1906), príncipe imperial e arquiduque da Áustria e príncipe real da Hungria e Bohemia. Casou-se em 1886 com a princesa Maria Josefa da Saxônia, filha do rei Jorge I da Saxônia e de Maria Ana de Bragança, infanta de Portugal (filha da rainha Maria II de Portugal).

- Fernando Carlos (1868-1915), foi destituído de seus títulos e honrarias pelo imperador Francisco José I, por contrair matrimônio morganático com Bertha Czuber.

- Margarida Sofia (1870-1902), arquiduquesa da Áustria e princesa da Hungria, Bohemia e Toscana. Casou-se em 1893 com o duque Alberto de Württemberg.

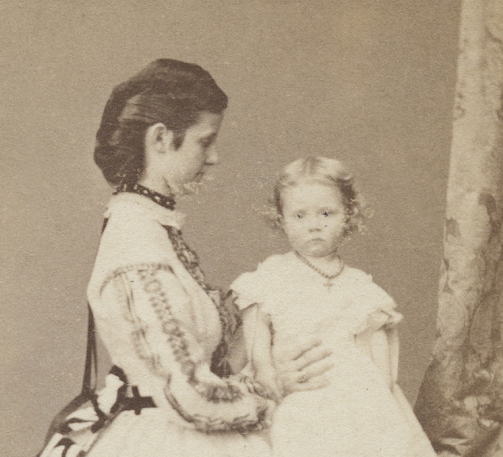
Maria Anunciata e seu filho, o arquiduque Francisco Fernando

### Morte
Maria Anunciata morreu de tuberculose, em 4 de maio de 1871, em Viena. Tinha apenas 28 anos. Seu corpo foi sepultado na Cripta Imperial de Viena.

## Nota
- Este artigo foi inicialmente traduzido, total ou parcialmente, do artigo da Wikipédia em inglês cujo título é «Princess Maria Annunciata of Bourbon-Two Sicilies», especificamente desta versão.